# Massimiliano di Tebessa
Massimiliano di Tebessa (274 – Tébessa, 12 marzo 295) è stato un martire cristiano, venerato come patrono degli obiettori di coscienza.
Massimiliano di Tebessa subì il martirio il 12 marzo 295, sotto il consolato di Nummio Tusco e Gaio Annio Anullino, a Tébessa, nei pressi di Cartagine. Fu ucciso perché, chiamato al servizio militare, rifiutò l'arruolamento, sostenendo che il suo essere cristiano non fosse compatibile con la violenza e quindi con l'esercito. Per questo viene ricordato come uno dei primi obiettori di coscienza e in quanto tale ne è stato nominato patrono.